# Empir
Empir, tudi francoski cesarski slog (francosko empire, dob. 'cesarstvo'), je oblikovalsko gibanje v arhitekturi, pohištvu, drugih dekorativnih umetnostih in vizualnih umetnostih iz začetka 19. stoletja, ki predstavlja drugo fazo neoklasicizma. Razcvetel je med letoma 1800 in 1815 v Franciji v obdobju, ki mu je vladal kot cesar Napoleon I. Posebej se je razširil pri dekoraciji notranjih prostorov, umetniških in obrtniških delih (npr. pohištvena oprema, dekorativna keramika ipd.) ter pri oblačilni modi. Ta izredno plodoviti slog je trajal samo okoli desetletje. V empirski umetnosti so zaznani vplivi antične Grčije, rimske umetnosti, prisoten pa je tudi vpliv napoleonovih vojnih pohodov, Egipta ter renesanse.
Prejšnji modni slog v Franciji je bil slog Directoire, bolj stroga in minimalistična oblika neoklasicizma, ki je nadomestila slog Ludvika XVI., novi slog Empire pa je prinesel popolno vrnitev k bahavemu bogastvu. Slog nekoliko ustreza bidermajerskemu slogu v nemško govorečih deželah, federalnemu slogu v Združenih državah Amerike in regentskemu slogu v Veliki Britaniji.

## Zgodovina
Slog Directoire iz neposredno predhodnega obdobja je bil namenjen preprostejšemu, a še vedno elegantnemu obujanju vrlin starorimske republike:

Stoične vrline republikanskega Rima so bile ohranjene kot standardi ne le za umetnost, temveč tudi za politično vedenje in zasebno moralo. Konvencionalisti so se imeli za antične junake. Otroci so bili poimenovani po Brutu, Solonu in Likurgu. Festivale revolucije je David uprizoril kot antične rituale. Celo stoli, na katerih je sedel odbor Salut Publique, so bili izdelani po antičnih modelih, ki jih je zasnoval David. ... Pravzaprav je neoklasicizem postal moden.
Pred razvojem empirskega sloga je obstajal kratek prehodni konzulski slog, ki se je oblikoval pod konzulatom. Ta slog je uvedel številne motive empirskega sloga, navdihnjen z vojaškimi pohodi, vključno s francosko kampanjo v Egiptu in Siriji, in je bil bolj formalen in pravokoten.
Empirski slog se je »obrnil k cvetličnemu razkošju cesarskega Rima. Zmerna strogost dorskega sloga je bila zamenjana s korintskim bogastvom in sijajem«.
Dva francoska arhitekta, Percier in Fontaine, sta bila skupaj ustvarjalca francoskega sloga empir. Študirala sta v Rimu in v 1790-ih postala vodilna oblikovalca pohištva v Parizu, kjer sta prejela številna naročila od Napoleona in drugih državnikov.
Arhitektura sloga empir je temeljila na elementih Rimskega cesarstva in njegovih številnih arheoloških zakladih, ki so bili ponovno odkriti od 18. stoletja naprej. Predhodna sloga Ludvika XVI. in Directoire sta uporabljala bolj ravne, preprostejše modele v primerjavi z rokokojskim slogom 18. stoletja. Empirski modeli so močno vplivali na sodobni ameriški federalni slog (kot je na primer zasnova stavbe Kapitola Združenih držav Amerike) in oba sta bila oblika propagande skozi arhitekturo. Bil je slog ljudstva, ne bahav, ampak trezen in uravnotežen. Veljalo je, da je slog »osvobodil« in »razsvetlil« arhitekturo, tako kot propaganda, da je Napoleon s svojim Napoleonovim zakonikom »osvobodil« ljudstva Evrope.
Obdobje empir so popularizirali iznajdljivi načrti Percierja in Fontaina, Napoleonovih arhitektov za Malmaison. Zasnove so se navdihnile s simboli in okraski, izposojenimi iz slavnih starogrških in rimskih imperijev. Stavbe so imele običajno preproste lesene okvirje in škatlaste konstrukcije, furnirane z dragim mahagonijem, uvoženim iz kolonij. Bidermajersko pohištvo je uporabljalo tudi detajle iz ebenovine, prvotno zaradi finančnih omejitev. Detajli Ormolu (pozlačeni bronasti nosilci in okraski za pohištvo) so kazali visoko raven izdelave.
General Bernadotte, ki je kasneje postal kralj Karl Johan Švedske in Norveške, je napoleonski slog predstavil na Švedskem, kjer je postal znan pod njegovim imenom. Slog Karl Johan je ostal priljubljen v Skandinaviji, tudi ko je slog empir izginil iz drugih delov Evrope. Francija je nekatere svoje dolgove Švedski plačala v bronastih ormolu namesto z denarjem, kar je privedlo do mode za kristalne lestence z bronom iz Francije in kristalom iz Švedske.
Potem ko je Napoleon izgubil oblast, je slog empir še naprej veljal več desetletij, z manjšimi prilagoditvami. V drugi polovici 19. stoletja je slog v Franciji ponovno oživel, ponovno na začetku 20. stoletja in ponovno v 1980-ih.
Slog se je v Italiji ohranil dlje kot v večini Evrope, deloma zaradi svojih rimsko-imperialnih povezav, deloma pa zato, ker je bil po združitvi Italije leta 1870 oživljen kot nacionalni arhitekturni slog. Mario Praz je o tem slogu pisal kot o italijanskem empiru. V Združenem kraljestvu, Nemčiji in Združenih državah Amerike se je empir prilagodil lokalnim razmeram in postopoma pridobil nadaljnji izraz kot egipčanski preporod, grški preporod, bidermajerski slog, regentski slog in poznofederalni slog.

### Arhitektura
Arhitekta Charles Percier in Pierre-François-Léonard Fontaine sta v tem novem slogu preuredila dvorca Malmaison in Saint-Cloud ter Tuilerijsko palačo. V Parizu so zgradili »Rue de Rivoli«, zgrajeni so bili spomeniki velikih dimenzij, npr. Arc de Triomphe du Carrousel in Slavolok zmage, Napoleonov steber na trgu Place Vendome in drugi). Pri dekoraciji prostorov v tem slogu so stropi pogosto kasetirani (razdeljeni na polja) in poslikani z motivi iz rimskega obdobja, zlasti iz Pompejev. V veliki meri se uporabljajo tkanine damast, velur, brokat, ter svila in saten, postelje imajo baldahine z bogato draperijo.

### Pohištvo in oprema
Pohištvo je strogo pravokotno razčlenjeno in simetrično. Pri izdelavi pohištva (komode, pisalniki, konzole, mize, tabureji, psihe in nočne omarice) se uporablja les mahagonij, okrašen z intarzijami in vložki iz biserne matice, slonovine, porcelana in fino cizeliranega brona. Moderni so bili zložljivi stoli, ležalniki in pohištvo s prevleko iz svetlečega črnega laka, okrašeno z bronastimi pozlačenimi antičnimi okrasi (znaki in simboli rimskih legij, orli, stebriči, svežnji protja, pa tudi listi palm, girlandami, stebri, vazami in lovorjevimi venci), največkrat v simetrični postavitvi.

### Oblačilna moda
Empir je znatno vplival na modo, ženske so nosile obleke z visoko dvignjenimi pasovi in dolgimi naborki, segajoče do tal, moški pa so nosili frak, široke hlače in dolge plašče. Po vzgledu hrvaških najemniških vojakov v francoski armadi in njihovih pisanih raznobarvnih ovratnih rut iz različnih materialov, so se na francoskem dvoru uveljavile moške kravate.

### Slikarstvo in kiparstvo
V slikarstvu so se uveljavili alegorijski in mitološki ter antični prizori, podobe razkošja in dosežkov
Napoleona ter cesarstva. Na slikah so poudarjeni detajli, kar je značilno tudi za portrete iz tega obdobja.
V kiparstvu je opazen vpliv Antonia Canove.
Vse do leta 1830 je Empirski slog prednjačil v umetnosti celotnega evropskega kontinenta, celo v Carski Rusiji, zatem ga je postopoma izrinil Bidermajer.